# Parafia św. Edwarda w Nowych Święcianach
Parafia św. Edwarda w Nowych Świecianach (lt. Švenčionėlių Šv. Edvardo parapija) – parafia rzymskokatolicka w Nowych Święcianach. Jest parafią w Dekanacie Święciańskim archidiecezji wileńskiej. Nabożeństwa odbywają się w języku litewskim i polskim. Parafię utworzono w 1910 roku.

## Historia
W 1900 roku mieszkańcy miasta zwrócili się do rosyjskich władz o pozwolenie na budowę kaplicy przy cmentarzu. Pozwolenia nie otrzymano. W 1903 roku uzyskano pozwolenie, lecz ludzie chcieli już budowy kościoła. W 1906 roku ksiądz Jonas Burba utworzył ołtarz w domu, w którym mieszkał. Rok później przebudowano na świątynię dawny spichlerz gminy. Kościołowi nadano wezwanie św. Edwarda. W 1910 roku rząd zarejestrował nową parafię. Proboszcz ks. Prano Čaglio założył w 1913 roku oddział organizacji Rytas, bibliotekę-czytelnię oraz w 1915 roku utworzył przy kościele litewską szkołę. W 1929 roku z inicjatywy proboszcza Ambrożego Jakowanisa rozpoczęto budowę obecnego murowanego kościoła. Do 1940 roku zbudowano ściany i położono dach. Dzięki opiece ks. A. Jakowanisa i przy wsparciu ks. Kazimierza Pūkėnasa w 1934 roku budowano domy ludowe (zamknięte przez władze polskie w 1937 r.). 

### Słudzy Boży ks. Bolesław Bazewicz i ks. Jan Naumowicz
20 maja 1942 roku niemieckie i litewskie oddziały policji pod dowództwem mjr Jonasa Maciulevičiusa, aresztowały i rozstrzelały 26 Polaków z Nowych Święcian, w tym ówczesnego proboszcza parafii ks. Bolesława Bazewicza i prefekta gimnazjum w Nowych Święcianach ks. Jana Naumowicza. Do mordu doszło 2 km od miasta, przy drodze w kierunku Święcian. Po wkroczeniu do miasta Armii Czerwonej 8 czerwca 1944 roku szczątki księży ekshumowano i pochowano na miejskim cmentarzu (zobaczː Zbrodnia w Święcianach (1942)).
Dzięki staraniom proboszcza ks. Broniusa Laurinavičiusa (1913–1981) w latach 1956–1959 dokończono budowę kościoła parafialnego. W kwietniu 1957 roku polsko-litewska czteroosobowa delegacja parafian wraz z księdzem proboszczem pojechała do Moskwy, aby uzyskać zezwolenie na dokończenie budowy. 27 kwietnia 1957 roku zezwolenie wydała Rada Ministrów LSSR. Jest to jedyny kościół na Litwie, na którego budowę wydano pozwolenie w czasach sowieckich.
Parafia posiada kaplicę filialną św. Szymona i Judy Tadeusza w Januliszkach.

Galeria
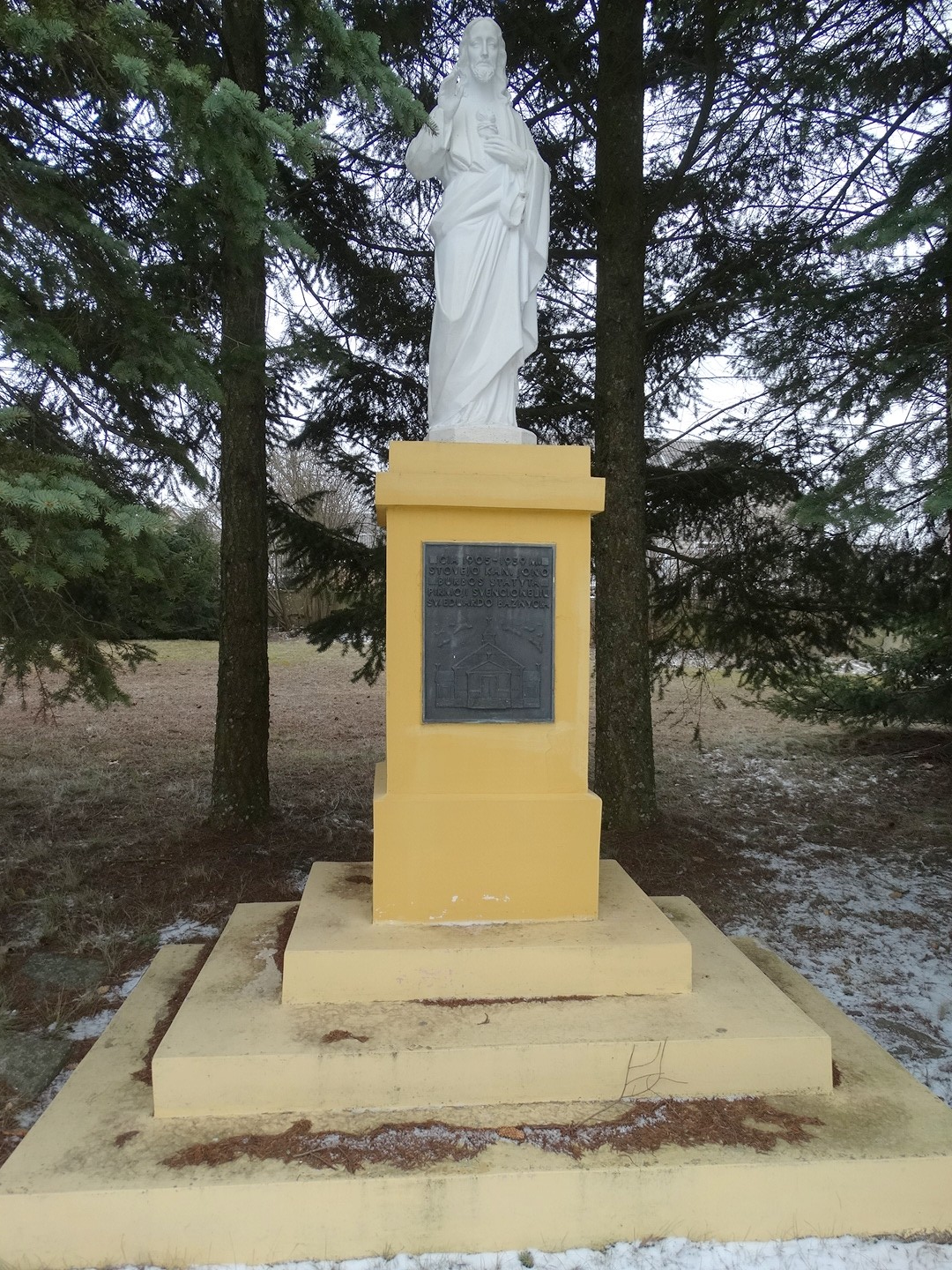
Figura Jezusa w miejscu gdzie w latach 1905-1959 znajdował się kościół św. Edwarda
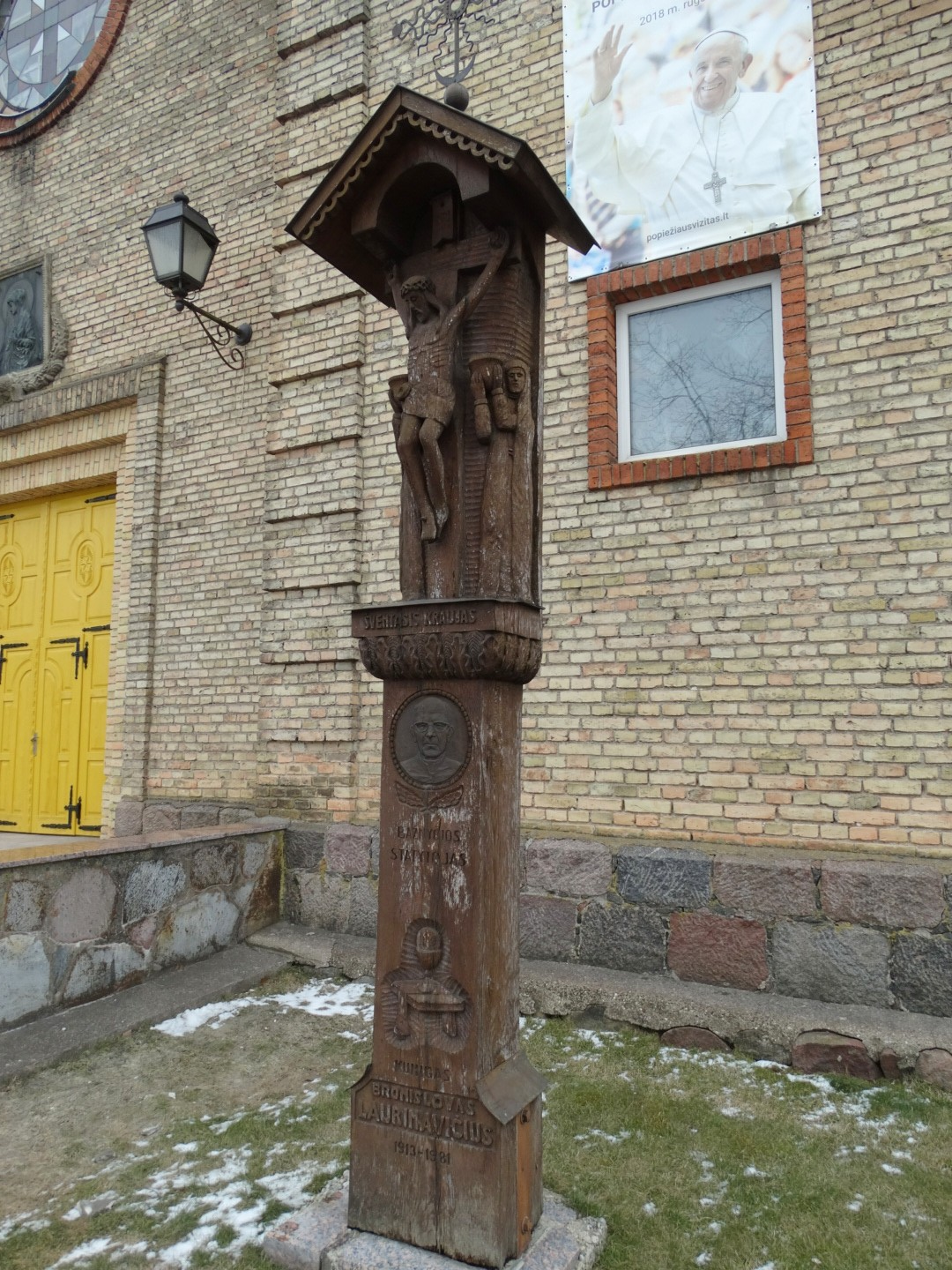
Krzyż pamięci proboszcza ks. Broniusa Laurinavičiusa